# Amanallah Memmiche
Amanallah Memmiche (in arabo امان الله مميش‎?; 20 aprile 2004) è un calciatore tunisino, portiere dell'Espérance e della nazionale tunisina.

## Carriera

### Club
Memmiche è cresciuto nell'Espérance, dove ha debuttato il 7 giugno 2023 nell'incontro di Championnat de Ligue Professionelle 1 vinto 2-0 contro l'Olympique Béja. A partire dalla stagione successiva è stato promosso a titolare del club, con cui ha raggiunto la finale di CAF Champions League persa contro l'Al-Ahly.

### Nazionale
Nel 2024 ha ricevuto la prima convocazione da parte della nazionale tunisina per una serie di incontri amichevoli nel mese di marzo. Nel maggio seguente è stato nuovamente convocato in vista degli incontri di qualificazione al Campionato mondiale di calcio 2026 contro Namibia e Sudafrica.

## Statistiche

### Presenze e reti nei club
Statistiche aggiornate al 31 maggio 2024.
| Stagione        | Squadra         | Campionato      | Campionato | Campionato | Coppe nazionali | Coppe nazionali | Coppe nazionali | Coppe continentali | Coppe continentali | Coppe continentali | Altre coppe | Altre coppe | Altre coppe | Totale | Totale | Totale |
| Stagione        | Squadra         | Comp            | Pres       | Reti       | Comp            | Pres            | Reti            | Comp               | Pres               | Reti               | Comp        | Pres        | Reti        | Pres   | Reti   |        |
| --------------- | --------------- | --------------- | ---------- | ---------- | --------------- | --------------- | --------------- | ------------------ | ------------------ | ------------------ | ----------- | ----------- | ----------- | ------ | ------ | ------ |
| 2022-2023       | Espérance       | L1              | 5          | -1         | CT              | 0               | 0               | CCL                | 0                  | 0                  |             | -           | -           | 5      | -1     |        |
| 2023-2024       | Espérance       | L1              | 16         | -10        | CT              | 0               | 0               | CCL                | 13                 | -4                 | AFL         | 3           | -1          | 32     | -15    |        |
| Totale carriera | Totale carriera | Totale carriera | 21         | -11        |                 | 0               | 0               |                    | 13                 | -4                 |             | 3           | -1          | 37     | -16    |        |

### Cronologia presenze e reti in nazionale
| Cronologia completa delle presenze e delle reti in nazionale ― Tunisia | Cronologia completa delle presenze e delle reti in nazionale ― Tunisia | Cronologia completa delle presenze e delle reti in nazionale ― Tunisia | Cronologia completa delle presenze e delle reti in nazionale ― Tunisia | Cronologia completa delle presenze e delle reti in nazionale ― Tunisia | Cronologia completa delle presenze e delle reti in nazionale ― Tunisia | Cronologia completa delle presenze e delle reti in nazionale ― Tunisia | Cronologia completa delle presenze e delle reti in nazionale ― Tunisia |
| Data                                                                   | Città                                                                  | In casa                                                                | Risultato                                                              | Ospiti                                                                 | Competizione                                                           | Reti                                                                   | Note                                                                   |
| ---------------------------------------------------------------------- | ---------------------------------------------------------------------- | ---------------------------------------------------------------------- | ---------------------------------------------------------------------- | ---------------------------------------------------------------------- | ---------------------------------------------------------------------- | ---------------------------------------------------------------------- | ---------------------------------------------------------------------- |
| 5-9-2024                                                               | Radès                                                                  | Tunisia                                                                | 1 – 0                                                                  | Madagascar                                                             | Qual. Coppa d'Africa 2025                                              | -                                                                      |                                                                        |
| 8-9-2024                                                               | Bakau                                                                  | Gambia                                                                 | 1 – 2                                                                  | Tunisia                                                                | Qual. Coppa d'Africa 2025                                              | -1                                                                     |                                                                        |
| 11-10-2024                                                             | Radès                                                                  | Tunisia                                                                | 0 – 1                                                                  | Comore                                                                 | Qual. Coppa d'Africa 2025                                              | -1                                                                     |                                                                        |
| 15-10-2024                                                             | Abidjan                                                                | Comore                                                                 | 1 – 1                                                                  | Tunisia                                                                | Qual. Coppa d'Africa 2025                                              | -1                                                                     |                                                                        |
| 14-11-2024                                                             | Pretoria                                                               | Madagascar                                                             | 2 – 3                                                                  | Tunisia                                                                | Qual. Coppa d'Africa 2025                                              | -2                                                                     | 46’                                                                    |
| Totale                                                                 |                                                                        | Presenze                                                               | 5                                                                      |                                                                        | Reti                                                                   | -5                                                                     |                                                                        |

## Palmarès

### Club

#### Competizioni nazionali
- Campionato tunisino: 2

Espérance: 2023-2024, 2024-2025
- Coppa di Tunisia: 1

Espérance: 2024-2025